# Myurium perplexum
Myurium perplexum là một loài Rêu trong họ Myuriaceae. Loài này được (Renauld & Cardot) Broth. miêu tả khoa học đầu tiên năm 1925.